# Las Navas de la Concepción
Las Navas de la Concepción è un comune spagnolo di 1 874 abitanti situato nella comunità autonoma dell'Andalusia.